# Вочула (Флорида)
Вочула (енгл. Wauchula) град је у америчкој савезној држави Флорида. По попису становништва из 2010. у њему је живело 5.001 становника.

## Демографија
Према попису становништва из 2010. у граду је живело 5.001 становника, што је 633 (14,5%) становника више него 2000. године.
| Група             | 2000.         | 2010.         |
| Белци             | 2.367 (54,2%) | 2.179 (43,6%) |
| Афроамериканци    | 182 (4,2%)    | 293 (5,9%)    |
| Азијати           | 13 (0,3%)     | 51 (1,0%)     |
| Хиспаноамериканци | 1.722 (39,4%) | 2.428 (48,6%) |
| Укупно            | 4.368         | 5.001         |